# Онфлёр в тумане
«Онфлёр в тумане» (фр. Honfleur dans la brume) — пейзаж швейцарского художника Феликса Валлоттона, написанный в 1911 году. На картине изображён портовый город Онфлёр в Нормандии. Находится в коллекции Музея изобразительного искусства в Нанси (Франция).

## История
Пейзаж был выполнен художником в мастерской на основе серии зарисовок. Картина входила в коллекцию импрессионистов и неоимпрессионистов судовладельца из Гавра и коллекционера Анри Галиле (1875—1937). В 1965 году полотно перешло в коллекцию Музея изобразительного искусства в Нанси по завещанию вдовы Галиле. Картина входила в собрание из 117 работ, в том числе шести скульптур, завещанных музею вдовой Галиле, умершей в 1963 году, по желанию её мужа.

## Сюжет и описание
Любящий берега Нормандии, как и многие другие художники XIX века, Феликс Валлоттон открыл для себя Онфлёр летом 1901 года и регулярно останавливался там с 1909 года. Художник говорил об этих местах: «В этих краях, которые я так сильно люблю, я не думаю ни о чём кроме природы; это восхитительное состояние, это захватывающее уединение — просторная мастерская и битва с идеями и инструментами».
Пейзаж представляет собой вид с высоты птичьего полёта на порт Онфлёр, залитый туманом, создающим эффект отбеливания на шиферных крышах города. Работа нетипична для Феликса Валлотона, её мягкость, пастельные тона и поэтичность контрастируют с остальными его картинами, написанными в жёсткой и резкой гамме.